# Acol (Kent)
Acol es una parroquia civil y un pueblo del distrito de Thanet, en el condado de Kent (Inglaterra).

## Geografía
Según la Oficina Nacional de Estadística británica, Acol tiene una superficie de 2,15 km².

## Demografía
Según el censo de 2001, Acol tenía 308 habitantes (50,65% varones, 49,35% mujeres) y una densidad de población de 143,26 hab/km². El 21,43% eran menores de 16 años, el 69,16% tenían entre 16 y 74 y el 9,42% eran mayores de 74. La media de edad era de 42,27 años. Del total de habitantes con 16 o más años, el 18,6% estaban solteros, el 60,74% casados y el 20,66% divorciados o viudos.
El 95,16% de los habitantes eran originarios del Reino Unido. El resto de países europeos englobaban al 1,94% de la población, mientras que el 2,9% había nacido en cualquier otro lugar. Según su grupo étnico, todos los habitantes eran blancos. El cristianismo era profesado por el 83,12%, mientras que el 8,44% no eran religiosos y el 8,44% no marcaron ninguna opción en el censo.
140 habitantes eran económicamente activos, 131 de ellos (93,57%) empleados y 9 (6,43%) desempleados. Había 122 hogares con residentes, 4 vacíos y 4 eran alojamientos vacacionales o segundas residencias.